# Slag bij Uclés (1108)
De Slag bij Uclés of de Slag van de Zeven Graven vond plaats op 29 mei 1108 en werd gevochten tussen de islamitische Almoraviden en het christelijke koninkrijk Castilië en León.

## Achtergrond
In 1085 veroverde het koninkrijk Castilië en León, het Taifa Toledo. Koning Alfons VI van León duidde in 1107 zijn enige zoon Sancho Alfónsez aan als zijn opvolger en benoemde hem tot gouverneur van Toledo. De taifa's in Iberië riepen de hulp in van de Berberse Almoraviden uit Noord-Afrika. Tamim Bin Yusuf ibn Tashfin kreeg na de dood van zijn vader Yusuf ibn Tashfin in 1106 de leiding over Al-Andalus.

## Slag
Beide partijen ontmoetten elkaar ter hoogte van Uclés in de Taagvallei. De zware cavalerie van de Castilianen werd al vlug omsingeld door de vaardige Moorse troepen, een slachtpartij volgde. Zeven belangrijke edelen verloren het leven. Sancho Alfónsez kon nog vluchten, maar werd in een naburig dorp vermoord. Alhoewel Tamim zijn overwinning opvolgde kon hij de stad Toledo niet innemen.

## Gevolgen
Nu de troonopvolger was gesneuveld, was Alfons VI genoodzaakt zijn dochter Urraca aan te duiden als zijn opvolger.